# Eduard Jil
Eduard Anatólievich Jil (en ruso: Эдуард Анатольевич Хиль; Smolensk, RSFS de Rusia, Unión Soviética; 4 de septiembre de 1934–San Petersburgo, Rusia; 4 de junio de 2012), más conocido como Eduard Jil, por su transliteración al inglés Eduard Khil o por su apodo Mr. Trololó, fue un barítono ruso.
En 2009, fue protagonista del fenómeno viral Trololó en YouTube, donde se muestra un vídeo suyo de 1976 en el que interpreta una versión vocal de la balada «Estoy muy contento, ya que finalmente estoy regresando a casa» (en ruso: Я очень рад, ведь я, наконец, возвращаюсь домой, YA ochen' rad, ved' ya, nakonets, vozvrashchayus' domoy) y se asoció con frecuencia con el troleo en Internet.

## Biografía
Eduard Jil nació el 4 de septiembre de 1934 en Smolensk, RSFS de Rusia, Unión Soviética. Sus padres fueron el mecánico Anatoly Vasilyevich Khil y la contadora Yelena Pavlovna Kalugina. Durante la Gran Guerra Patria, su jardín infantil fue bombardeado, lo separaron de su madre y lo evacuaron a Belovo, Óblast de Penza, donde terminó en un orfanato en Raevskii, Baskortostán, el cual carecía de instalaciones y necesidades básicas. Jil actuó con frecuencia para las tropas heridas en un hospital local. Intentó huir del país dos veces con su amigo Misha, pero en ambas ocasiones fueron detenidos y devueltos al país. Jil se reunió con su madre en 1943 cuando Smolensk fue liberado de la Alemania nazi.
Jil recibió su educación primaria en la Escuela n.º 27 de Smolensk, que recibió su nombre el 10 de julio de 2012, por decisión del Comité de Política Social de la Duma Regional de Smolensk.
En 1955 Jil ingresó al Conservatorio Estatal Rimski-Kórsakov de San Petersburgo, donde estudió bajo la dirección de Yevgueni Grigorievich Oljovkski, Zoya Petrovna Lodiy, Emil Evgenievich Pasinkov y Anatoli Nikolaevich Kireev. Durante sus estudios, comenzó a interpretar varios papeles operísticos principales como Fígaro en Las bodas de Fígaro y el Lord Elfort en el El dominó negro. Jil se graduó en 1960. Jil conoció a la bailarina Zoya Pravdina, mientras actuaba junto a ella en la ópera Eugenio Oneguin en el Conservatorio, y comenzaron una relación romántica, se casaron y permanecieron casados hasta la muerte de Jil en 2012. La pareja tuvo un hijo llamado Dmitri.
Jil fue profesor en el Instituto Estatal Ruso de Artes Teatrales y en el Conservatorio Estatal Rimski-Kórsakov.

## Carrera profesional

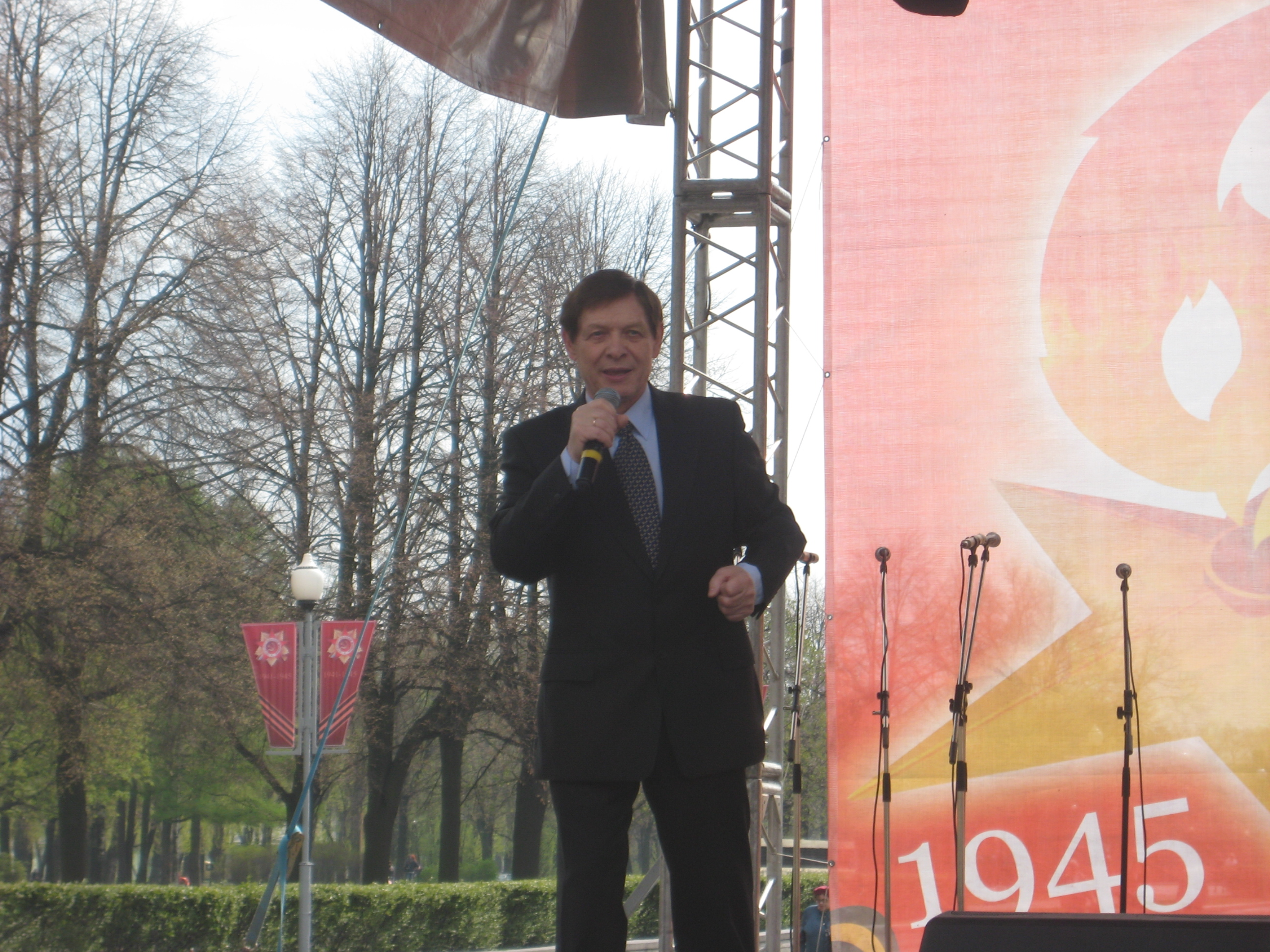
Jil actuando en el Día de la Victoria de 2010 en San Petersburgo.

Jil fue el primer artista en interpretar algunas canciones de varios compositores como Andréi Petrov, Matvéi Blánter, Arkadi Ostrovski, Vasili Soloviov-Sedoi, Mark Fradkin y Alexander Kolker.
Jil solía cantar canciones folclores y baladas, pero después de graduarse, se interesó en la música pop después de ver un concierto de Klavdiya Shulzhenko.
Jil fue invitado a Moscú en 1962 para participar en el 2° Concurso de Artistas de Variedad de Rusia. Jil ganó la competencia por su interpretación de las canciones de Gueorgui Svirídov «Maritana», «The Story of Bagels» y las canciones de Andréi Petrov de la película The Road to Berth.
Jil participó en el Festival de la Canción Soviética en 1965. En el mismo año, obtuvo el segundo lugar en el Festival Internacional de la Canción de Sopot con su interpretación de «Canciones de Amor» de A. Ostrovsky, de la canción polaca «One, Only One», así como la banda sonora de Andréi Petrov de la película Caminando por Moscú.
En 1968, Jil fue galardonado con el Artista de Honor de la Federación de Rusia.
En 1971, Jil fue galardonado con la Orden de la Bandera Roja del Trabajo.
En 1974, Jil fue galardonado con el Artista del Pueblo de la URSS y un año después fue galardonado con el Premio Lenin Komsomol.
Jil creó y presentó el programa Junto a la Chimenea en la década de 1980.
En 1996, por sugerencia de su hijo Dmitry, Jil se convirtió en parte de Khil and the Sons, un proyecto de la banda de rock Prepinaki.
El 4 de septiembre de 2009, Jil fue galardonado con la cuarta clase de la Orden al Mérito por la Patria.

### Fenómeno de Internet
Un video de 1976 de Jil cantando una versión vocal de la canción «Estoy muy contento, ya que finalmente estoy regresando a casa» se subió a YouTube en 2009 y fue apodado «Trololol» o «Trololó». El nombre «Trololó» es una onomatopeya para el estilo vocal que Jil que usa en la canción. El video rápidamente se volvió viral y Jil obtuvo el apodo de «Mr. Trololó».
El video fue parodiado por el actor Christoph Waltz en Jimmy Kimmel Live! En 2010, el comediante Berto Romero realiza un homenaje imitando en vestuario y escenografia al video original de Jil en el programa de Andreu Buenafuente en La Sexta. En 2011, Padre de familia le rindió homenaje al aparecer como un personaje en el primer episodio de la temporada 10 de la serie, titulado La fiebre de la Lotería. Butlins usó la canción en una campaña publicitaria de televisión en el Reino Unido, también fue utilizada como una campaña publicitaria en los Estados Unidos con el Volkswagen Beetle convertible, que debutó durante el Super Bowl XLVII en 2013. La canción también aparece en Ratchet & Clank: QForce, un videojuego de 2012.[cita requerida] Para conmemorar el cumpleaños número 83 de Jil, Google creó un Doodle interactivo de él cantando la canción el 4 de septiembre de 2017. Aunque se publicó en el sitio web de Doodle el 4 de septiembre, no estuvo disponible hasta el día siguiente debido a que era el Día Internacional de los Trabajadores en algunos países.

## Muerte

La tumba de Jil en el cementerio ortodoxo de Smolensk.

Jil sufrió un derrame cerebral el 8 de abril de 2012 y fue ingresado en el Hospital Mariinski de San Petersburgo con graves lesiones cerebrales, donde rápidamente entró en coma. Jil falleció el 4 de junio de 2012, a la edad de 77 años, en el Hospital Mariinski.

## Apellido
Aunque la transliteración más habitual del apellido Хиль es Khil, que coincide con la fonética del inglés o francés, es adecuado utilizar la ortografía española «Jil» o «Gil» no solo porque es la que mejor transcribe en español el sonido original del apellido sino porque el propio cantante admitió en una entrevista que probablemente un antepasado suyo de origen español haya llevado ese apellido. Sin embargo, en otra entrevista, el mismo cantante dijo que es posible que su apellido procediera de la aldea de Jili en la que había varias familias con este apellido.[cita requerida] En cualquier caso, su apellido es muy poco común en Rusia.[cita requerida]

## Premios y distinciones

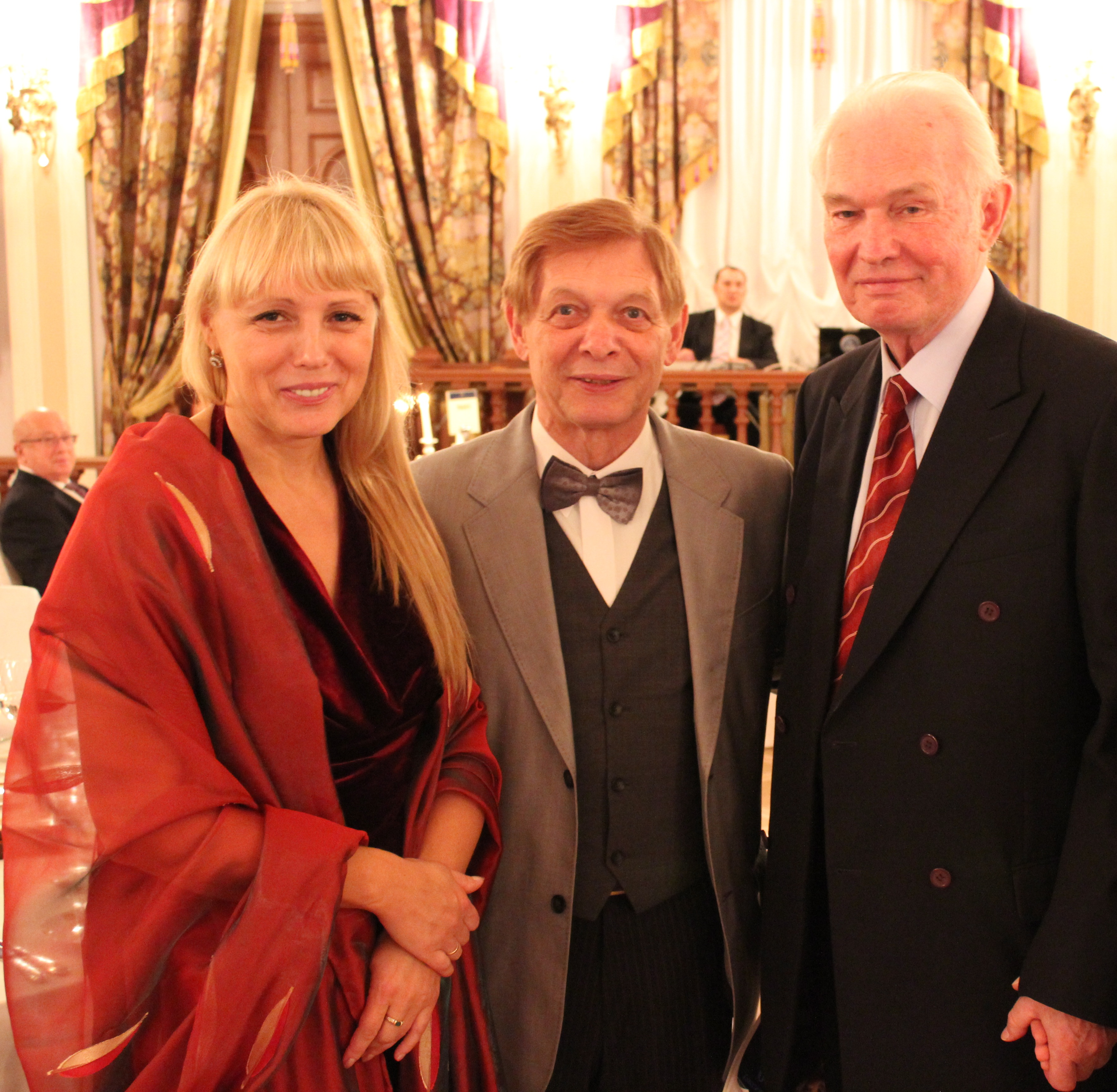
Jil —en el centro— después de la ceremonia de entrega de premios literarios Alejandro Nevski en 2011.

- Artista de Honor de la Federación de Rusia (1968).[3]
- Orden de la Bandera Roja del Trabajo (1971).[3]
- Artista del Pueblo de la URSS (1974).[3]
- Premio Lenin Komsomol (1975)[3]
- Orden al Mérito por la Patria, cuarta clase (2009).[3]
- Orden de la Amistad de los Pueblos.[3]
- Premio Utiósov.

## Filmografía
- Cheryomushki (Черёмушки) (1965).
- Eduard Jil (documental, dirigido por Marina Goldovskaya) (1974).
- Golubye goroda (Голубые города, "Ciudades azules"; concierto, música por Andréi Petrov) (1985).
- Yatinsotests (2004).